# Camins de Boumort
Els Camins de Boumort és un conjunt de camins que discorren per la Reserva Nacional de Caça de Boumort, en els termes municipals d'Abella de la Conca i Conca de Dalt (antic terme d'Hortoneda de la Conca), al Pallars Jussà.
La major part són restringits als usos de manteniment de l'espai natural protegit. Un d'ells, però, el Camí de Boumort és obert al trànsit de tota mena de vehicles, i permet la volta sencera de l'Espai d'interès natural de la Serra de Boumort i de la mateixa Reserva Nacional de Caça, enllaçant amb la Pista de Boumort i el Camí de Carreu.
A més del Coll de Llívia, també passa per la Collada del Rei, i per molts altres llocs destacats, com l'Obaga dels Cóms, el Roc de les Cases, la Serra de l'Andreu, les Coberterades, el Clot del Grau, el Pou dels Grallons, l'Obaga de la Gargalla, la Solana del Galliner i la Coma del Pi, tots ells en terme d'Abella de la Conca.
Aquests camins discorren pels municipis d'Abella de la Conca i de Conca de Dalt (antic terme d'Hortoneda de la Conca), al Pallars Jussà.

## Etimologia
Es tracta d'un topònim romànic de caràcter descriptiu: pren el nom del lloc per on discorre, la Serra de Boumort.

## Enllaços externs

Els camins i pistes de Boumort en el seu entorn, en el terme d'Abella de la Conca